# Наволок (Никольское сельское поселение)
На́волок — деревня в Вилегодском муниципальном округе Архангельской области.

## География
Находится в юго-восточной части Архангельской области, к юго-западу от автодороги А123, на расстоянии приблизительно 18 км на северо-запад по прямой от административного центра района села Ильинско-Подомское на правобережье реки Виледь.

## История
Была отмечена уже только в 1939 году в составе Никольского сельсовета. До 2020 года входила в состав Никольского сельского поселения до его упразднения. Во время переписей 2002 и 2010 годов учитывалась как село,.

## Население
Численность населения: 3 человек (русские 100 %) в 2002 году, 3 в 2010.